# 大歳倫弘
大歳 倫弘（おおとし ともひろ、1985年7月30日 - ）は、日本の劇作家、演出家、構成作家。劇団ヨーロッパ企画所属。兵庫県加古川市出身。

## 略歴
同志社大学入学後、2005年にヨーロッパ企画に参加。それまで演劇の経験はなく、当時すでに卒業していたにもかかわらず在学生のふりをして新歓活動をしていた諏訪雅と永野宗典から勧誘され、ヨーロッパ企画のことをイベントサークルだと思って入会した。その後、同志社大学工学部知識工学科中退。

## 人物
- 実家は神社[1]。
- ヨーロッパ企画では上田誠の演出助手・文芸助手を務め、ABCラジオの番組の台本執筆に関わった[4]。2009年、演劇ユニット「イエティ」を立ち上げ、脚本・演出を担当[1]。ラジオやテレビ番組の脚本・構成も手掛ける。
- 大歳倫弘によると、昔のヨーロッパ企画は無法状態、ロクでもないことや心ないことを平気で言う人たちの集団だった[5]。

## 作品

### ラジオ
- ヨーロッパ企画の試験放送（2007年 - 2008年、ABCラジオ）
- 永野・本多の劇的ラジオ - (2007年 - 、KBS京都）- 構成
- ヨーロッパ企画のブロードウェイラジオ! （2014年 - 、KBS京都／CBCほか）- 構成[2]

### 映画
- 寮フェス! 〜最後の七不思議〜 （2011年） - 脚本
- にがくてあまい - （2016年） - 脚本

### テレビドラマ
- こづかい3万円劇場（2007年、関西テレビ） - 脚本
- カンテーレ（2008年、関西テレビ） - 脚本
- 素晴らしい世界・スバセカ劇場『キカイな取調べ』全4話（2008年4月、HTB） - 脚本
- 藤子・F・不二雄のパラレル・スペース『あいつのタイムマシン』（2008年、WOWOW） - 脚本
- 堀江ブギーデイズ（2012年、関西テレビ）
- ドラゴン青年団（2012年、MBS／TBSほか）
- ヨメ代行はじめました。（2013年、関西テレビ）
- ラヴコンシェル『明日の彼女、あさっての彼』（第2週）（2013年、NOTTV）- 脚本
- おとりよせ王子 飯田好実（2013年、メーテレ／TVK／ひかりTVほか）
- カテイカ（2015年、NHK Eテレ）- 脚本
- インテリワードBAR 見えざるピンクのユニコーン（2015年、BSジャパン）
- デリバリーお姉さんNEO（2016年、テレビ神奈川／GYAO!） 第2話・4話・5話・8話 - 脚本
- メディアタイムズ（2017年 - 、NHK Eテレ） - 脚本
- 田園ボーイズ（2020年、テレビ神奈川／TOKYO MXほか） - 脚本
- ホリミヤ  第4話・5話（2021年3月10日・17日、MBS・TBS） - 脚本
- あいつが上手で下手が僕で　第2話（2021年10月9日、日本テレビ）-脚本
- お耳に合いましたら。（2021年、テレビ東京ほか） 第3話・5話 - 脚本
- 真夜中にハロー（2022年1月、テレビ東京ほか）第1話・2話・5話・9話・10話 - 脚本[6]
- ポケットに冒険をつめこんで（2023年10月、テレビ東京ほか） - 脚本[7]
- 愛人転生 -サレ妻は死んだ後に復讐する-（2024年9月 - 10月、MBS）第1話・5話・7話・8話 - 脚本

### テレビ番組
- カテイカ（2018年、NHK Eテレ） - 構成[8]
- メディアタイムズ（2017年、NHK Eテレ）- 構成[9]
- Mr.都市伝説 関暁夫のゾクッとする怪感話（2020年10月23日、BSテレ東）- 構成・脚本[10]

### 舞台
ヨーロッパ企画 イエティ（作・演出）
- イエティくん スケッチ集『コテンパン・ラリー』（2009年）
- 小ガイド　大ガイド（2010年）
- スーシーズ （2010年）
- #4 ドンキーヤング（2011年）
- #5 ブラッド＆バター（2012年）
- #6 ウィークポイントシャッフル（2012年）
- #7 さらばゴールドマウンテン （2013年）
- #8 燃えろ！アストロ闘病記（2013年）
- #9 カレの居ぬ間にビックフッド！（2015年）
- #10 俺の白飯を超えてゆけ！！（2015年）
- #11 杉沢村のアポカリプティックサウンド（2015年）
- #12 ヤだなコワいななんかヘンだな（2016年）
- #13 コテンパン・ラリー2（2017年）
- #14 スーパードンキーヤングDX（2020年）
- #15 逆張ヶ浜に夕陽が落ちる（2024年）
- #16 WHO CARES -大歳を王とし 三択クイズロワイヤル ザ・ステージ-（2025年）[11]

外部公演
- 『ナナマル サンバツ THE QUIZ STAGE』 - シリーズ- 脚本・演出[12]
- 劇団スパイスガーデン『ESP.』（2012年、アットムービー）- 脚本・演出
- 結城企画 第一回公演『ブックセンターきけろ』（2016年11月）- 脚本・演出
- 結城企画 第三回公演『瞬間、今、おれ、わたし、やるっきゃない』（2018年6月、下北沢 ・小劇場B1）- 脚本・演出
- 劇団番町ボーイズ☆『さらば、ゴールドマウンテン』（2018年8月）- 脚本・演出[13]
- 東根作寿英俳優生活30周年記念公演『Boss&Police～ガケデカ後藤誠一郎～』（2019年1月、CBGKシブゲキ!!）- 演出[14]
- Voice-Stage『本番です!』（2019年7月、恵比寿・エコー劇場）- 演出[15]
- クイーンズ・スケッチ（2020年9月、CBGKシブゲキ!!）- 演出[16]
- 結婚しないの!? 小山内三兄弟（2021年3月、草月ホール）- 演出 [17]
- 舞台『あいつが上手で下手が僕で』（2021年12月、かつしかシンフォニーヒルズモーツァルトホール・東大阪市文化創造館 Dream House 大ホール） - 脚本・演出[18]